# Дунайская щиповка
Дунайская щиповка (лат. Cobitis elongatoides) — лучепёрая рыба семейства вьюновых.

## Описание
Наибольшая длина тела до 11 см. Кариотип 2n = 50, NF = 96. По внешними морфологическими признаками подобная Cobitis taenia. Число тёмных пятен на спине 13-20 (чаще 15-18), число тёмных пятен на боках тела 9-16. Для нее характерно большое фасолевидное или округлое тёмное пятно в верхней части основания хвостового плавника. Третья зона окраски на боках обычно шире второй зоны. Темное пятно в верхней части основания хвостового плавника крупное. Темные пятна 4-й зоны окраски на боках тела большие, конечно вертикально удлиненные, прямоугольные или несколько закругленные. Брюшные плавники расположены на уровне 2 или 3-го луча спинного плавника. Мандибулярная усики короткие или очень короткие и не достигают ноздрей.

## Ареал
Распространение вида: бассейны Дуная, верхней Эльбы и Одра.

## Биология
Пресноводная речная донная рыба, которая обитает в местах с проточной чистой водой, преимущественно в дополнительной системе рек, в притоках, водохранилищах, не избегает стоячей воды, выдерживает значительное загрязнение воды. Предпочитает участки с умеренным течением и песчаным, песчано-илистым или заиленным каменистым грунтом, где держится в одиночку или по 2-3 особи в одном месте на мелководьях, на глубинах 10-50 см, изредка до 1,5 м. Обычно закапывается в грунт или прячется среди камней или под них, в кусочки дерна, среди разреженной растительности и т. п. Половой зрелости достигает на 2-3-м годах жизни при длине тела 5,5-6 см. Размножение с апреля по июнь, возможно, и до конца июля. Самка откладывает до 2,7 тысяч икринок. Нерест порционный, начинается при температуре воды не ниже 16 °С, происходит в прибрежной зоне. Икра клейкая, откладывается на растительность или скопления зеленых водорослей. При температуре воды 17,5 °С выклев личинок происходит на пятые сутки после оплодотворения. Питается детритом, водорослями, планктоном (коловратки, ракообразными и т. д.) и бентосом (червями, мелкими моллюсками, личинками насекомых и т. п.)..